# Kabinet-Figl II
De Oostenrijkse bondsregering Figl II werd gevormd na de parlementsverkiezingen van 9 oktober 1949 en trad op 8 november 1949 aan. Het kabinet was een coalitie van ÖVP en SPÖ, met 144 van de 165 zetels in de Nationale Raad. Het kabinet was vanaf 28 oktober 1952 demissionair.
| Partij | Partij     | Ministers | Staatssecretarissen |
| ------ | ---------- | --------- | ------------------- |
|        | ÖVP        | 6         | 2                   |
|        | SPÖ        | 5         | 2                   |
|        | Partijloos | 1         | 0                   |

| Bondsminister              | Amtsdrager | Partij         | Staatssecretaris                                               |
| -------------------------- | --- | -------------- | -------------------------------------------------------------- |
| Bondskanseliersambt        | Bondskanselier Leopold Figl Vice-kanselier: Adolf Schärf (zonder Portefeuille) Bondsminister (voor Buitenlandse Zaken) Karl Gruber | ÖVP SPÖ ÖVP    |                                                                |
| Binnenlandse Zaken         | Oskar Helmer | SPÖ            | Ferdinand Graf (ÖVP) Andreas Korp (SPÖ) (v.a. 23 januari 1952) |
| Justitie                   | Otto Tschadek (tot 16 september 1952) Josef Gerö (v.a. 16 september 1952)                                                          | SPÖ partijloos |                                                                |
| Onderwijs                  | Felix Hurdes (tot 23 januari 1952) Ernst Kolb (v.a. 23 januari 1952)                                                               | ÖVP            |                                                                |
| Sociale Zekerheid          | Karl Maisel | SPÖ            |                                                                |
| Financiën                  | Eugen Margarétha (tot 23 januari 1952) Reinhard Kamitz (v.a. 23 januari 1952)                                                      | ÖVP            |                                                                |
| Land- en Bosbouw           | Josef Kraus (tot 23 januari 1952) Franz Thoma (v.a. 23 januari 1952)                                                               | ÖVP            |                                                                |
| Handel en Wederopbouw      | Ernst Kolb (tot 23 januari 1952) Josef C. Böck-Greissau (v.a. 23 januari 1952)                                                     | ÖVP            | Fritz Bock (ÖVP) (v.a. 23 januari 1952)                        |
| Verkeer en Staatsbedrijven | Karl Waldbrunner | SPÖ            | Vinzenz Übeleis (SPÖ)                                          |

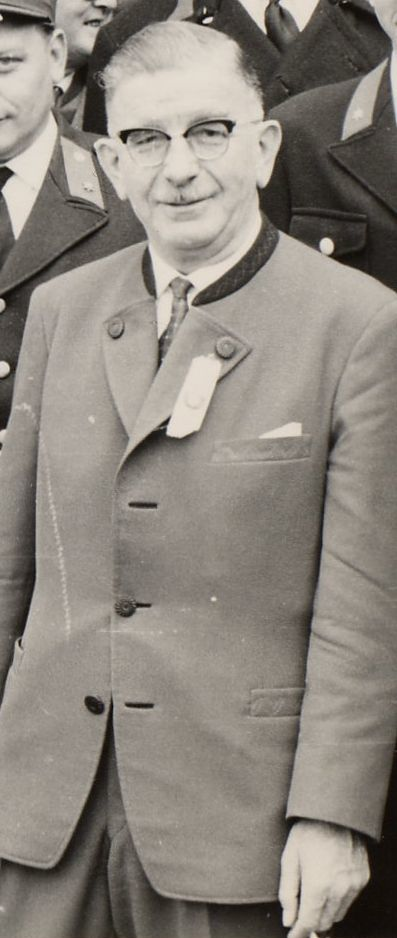
Bondskanselier Leopold Figl (ÖVP)
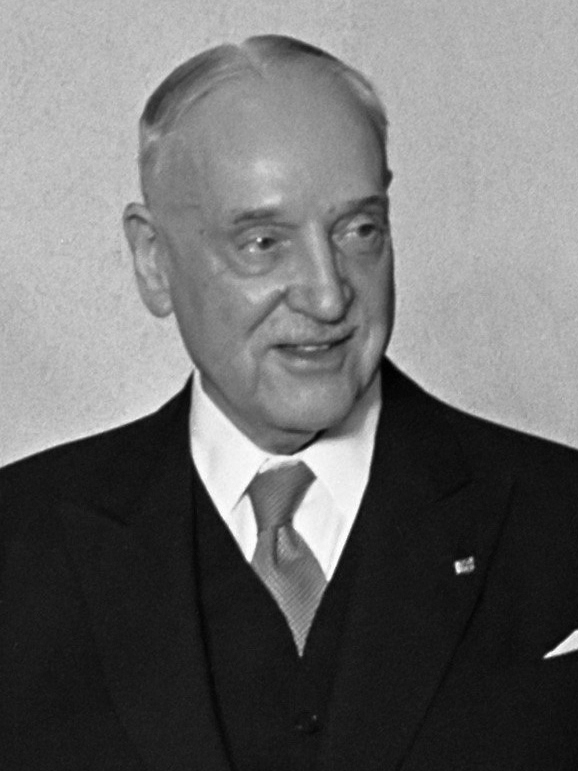
Vice-kanselier Adolf Schärf (SPÖ)

Renner · Figl I · Figl II · Figl III · Raab I · Raab II · Raab III · Raab IV · Gorbach I · Gorbach II · Klaus I · Klaus II · Kreisky I · Kreisky II · Kreisky III · Kreisky IV · Sinowatz · Vranitzky I · Vranitzky I · Vranitzky III · Vranitzky IV · Vranitzky V · Klima · Schüssel I · Schüssel II · Gusenbauer · Faymann I · Faymann II · Kern · Kurz I · Bierlein · Kurz II · Schallenberg · Nehammer · Stocker